# 宫崎早织
宫崎早织（日语：／ Miyazaki Saori，1995年8月27日—）来自埼玉县川越市，是一名日本女子篮球运动员，场上位置是得分后卫。她的父亲曾从事棒球运动，母亲则曾从事手球运动，哥哥泰右是足球选手，姐姐优子同样也是篮球选手，妹妹安奈先前也从事篮球运动，后来改练競艇。早织小学时便受姐姐的影响加入迷你篮球俱乐部，开始练习篮球，最初她一直以姐姐优子作为目标，后来优子前往东京就读中学，早织也在高中时决心离开家乡，前往爱媛县就读高中。2014年高中毕业后，她加入JX向日葵俱乐部，成为职业选手。